# Australian Open 2011
Die 99. Australian Open fanden vom 17. bis 30. Januar 2011 in Melbourne statt.
Titelverteidiger im Einzel waren Roger Federer bei den Herren sowie Serena Williams bei den Damen. Im Herrendoppel waren dies die Zwillingsbrüder Bob und Mike Bryan, im Damendoppel die Schwestern Serena und Venus Williams. Titelverteidiger im Mixed waren Cara Black und Leander Paes.

## Herreneinzel
Setzliste
| Nr. | Spieler            | Erreichte Runde |
| --- | ------------------ | --------------- |
| 01. | Rafael Nadal       | Viertelfinale   |
| 02. | Roger Federer      | Halbfinale      |
| 03. | Novak Đoković      | Sieg            |
| 04. | Robin Söderling    | Achtelfinale    |
| 05. | Andy Murray        | Finale          |
| 06. | Tomáš Berdych      | Viertelfinale   |
| 07. | David Ferrer       | Halbfinale      |
| 08. | Andy Roddick       | Achtelfinale    |
| 09. | Fernando Verdasco  | Achtelfinale    |
| 10. | Michail Juschny    | 3. Runde        |
| 11. | Jürgen Melzer      | Achtelfinale    |
| 12. | Gaël Monfils       | 3. Runde        |
| 13. | Jo-Wilfried Tsonga | 3. Runde        |
| 14. | Nicolás Almagro    | Achtelfinale    |
| 15. | Marin Čilić        | Achtelfinale    |
| 16. | Mardy Fish         | 2. Runde        |

| Nr. | Spieler                | Erreichte Runde |
| --- | ---------------------- | --------------- |
| 17. | Ivan Ljubičić          | 3. Runde        |
| 18. | Sam Querrey            | 1. Runde        |
| 19. | Stanislas Wawrinka     | Viertelfinale   |
| 20. | John Isner             | 3. Runde        |
| 21. | Marcos Baghdatis       | 3. Runde        |
| 22. | Michaël Llodra         | 2. Runde        |
| 23. | Nikolai Dawydenko      | 1. Runde        |
| 24. | Ernests Gulbis         | 1. Runde        |
| 25. | Albert Montañés        | 2. Runde        |
| 26. | Juan Mónaco            | 2. Runde        |
| 27. | David Nalbandian       | 2. Runde        |
| 28. | Richard Gasquet        | 3. Runde        |
| 29. | Viktor Troicki         | 3. Runde        |
| 30. | Thomaz Bellucci        | 2. Runde        |
| 31. | Feliciano López        | 2. Runde        |
| 32. | Guillermo García López | 3. Runde        |

## Dameneinzel
Setzliste
| Nr. | Spielerin                    | Erreichte Runde |
| --- | ---------------------------- | --------------- |
| 01. | Caroline Wozniacki           | Halbfinale      |
| 02. | Wera Swonarjowa              | Halbfinale      |
| 03. | Kim Clijsters                | Sieg            |
| 04. | Venus Williams               | 3. Runde        |
| 05. | Samantha Stosur              | 3. Runde        |
| 06. | Francesca Schiavone          | Viertelfinale   |
| 07. | Jelena Janković              | 2. Runde        |
| 08. | Wiktoryja Asaranka           | Achtelfinale    |
| 09. | Li Na                        | Finale          |
| 10. | Shahar Peer                  | 3. Runde        |
| 11. | Justine Henin                | 3. Runde        |
| 12. | Agnieszka Radwańska          | Viertelfinale   |
| 13. | Nadja Petrowa                | 3. Runde        |
| 14. | Marija Scharapowa            | Achtelfinale    |
| 15. | Marion Bartoli               | 2. Runde        |
| 16. | Anastassija Pawljutschenkowa | 3. Runde        |

| Nr. | Spielerin                   | Erreichte Runde |
| --- | --------------------------- | --------------- |
| 17. | Aravane Rezaï               | 1. Runde        |
| 18. | Marija Kirilenko            | 2. Runde        |
| 19. | Ana Ivanović                | 1. Runde        |
| 20. | Kaia Kanepi                 | 2. Runde        |
| 21. | Yanina Wickmayer            | 2. Runde        |
| 22. | Flavia Pennetta             | Achtelfinale    |
| 23. | Swetlana Kusnezowa          | Achtelfinale    |
| 24. | Alissa Kleibanowa           | 2. Runde        |
| 25. | Petra Kvitová               | Viertelfinale   |
| 26. | María José Martínez Sánchez | 2. Runde        |
| 27. | Alexandra Dulgheru          | 1. Runde        |
| 28. | Daniela Hantuchová          | 1. Runde        |
| 29. | Dominika Cibulková          | 3. Runde        |
| 30. | Andrea Petković             | Viertelfinale   |
| 31. | Lucie Šafářová              | 3. Runde        |
| 32. | Zwetana Pironkowa           | 2. Runde        |

## Herrendoppel
Setzliste
| Nr. | Paarung                              | Erreichte Runde |
| --- | ------------------------------------ | --------------- |
| 01. | Bob Bryan Mike Bryan                 | Sieg            |
| 02. | Maks Mirny Daniel Nestor             | Halbfinale      |
| 03. | Mahesh Bhupathi Leander Paes         | Finale          |
| 04. | Łukasz Kubot Oliver Marach           | Viertelfinale   |
| 05. | Mariusz Fyrstenberg Marcin Matkowski | Viertelfinale   |
| 06. | Jürgen Melzer Philipp Petzschner     | Viertelfinale   |
| 07. | Lukáš Dlouhý Paul Hanley             | 1. Runde        |
| 08. | Michaël Llodra Nenad Zimonjić        | Viertelfinale   |

| Nr. | Paarung                            | Erreichte Runde |
| --- | ---------------------------------- | --------------- |
| 09. | Wesley Moodie Dick Norman          | 1. Runde        |
| 10. | Rohan Bopanna Aisam-ul-Haq Qureshi | Achtelfinale    |
| 11. | Robert Lindstedt Horia Tecău       | 1. Runde        |
| 12. | Mark Knowles Michal Mertiňák       | 2. Runde        |
| 13. | Marcel Granollers Tommy Robredo    | Achtelfinale    |
| 14. | Jonathan Erlich Andy Ram           | 2. Runde        |
| 15. | Nicolás Almagro Marc López         | 1. Runde        |
| 16. | Marcelo Melo Bruno Soares          | 1. Runde        |

## Damendoppel
Setzliste
| Nr. | Paarung                                            | Erreichte Runde |
| --- | -------------------------------------------------- | --------------- |
| 01. | Gisela Dulko Flavia Pennetta                       | Sieg            |
| 02. | Květa Peschke Katarina Srebotnik                   | Halbfinale      |
| 03. | Liezel Huber Nadja Petrowa                         | Halbfinale      |
| 04. | Nuria Llagostera Vives María José Martínez Sánchez | 2. Runde        |
| 05. | Cara Black Anastasia Rodionova                     | Viertelfinale   |
| 06. | Iveta Benešová Barbora Záhlavová-Strýcová          | Achtelfinale    |
| 07. | Julia Görges Lisa Raymond                          | Achtelfinale    |
| 08. | Chan Yung-jan Agnieszka Radwańska                  | Achtelfinale    |

| Nr. | Paarung                                   | Erreichte Runde |
| --- | ----------------------------------------- | --------------- |
| 09. | Bethanie Mattek-Sands Meghann Shaughnessy | Viertelfinale   |
| 10. | Monica Niculescu Yan Zi                   | 2. Runde        |
| 11. | Francesca Schiavone Rennae Stubbs         | 1. Runde        |
| 12. | Wiktoryja Asaranka Maria Kirilenko        | Finale          |
| 13. | Jelena Wesnina Wera Swonarjowa            | 2. Runde        |
| 14. | Shahar Peer Peng Shuai                    | Achtelfinale    |
| 15. | Alissa Kleibanowa Anabel Medina Garrigues | 2. Runde        |
| 16. | Timea Bacsinszky Tathiana Garbin          | 2. Runde        |

## Mixed
Setzliste
| Nr. | Paarung                          | Erreichte Runde |
| --- | -------------------------------- | --------------- |
| 01. | Liezel Huber Bob Bryan           | Achtelfinale    |
| 02. | Katarina Srebotnik Daniel Nestor | Sieg            |
| 03. | Marija Kirilenko Nenad Zimonjić  | Halbfinale      |
| 04. | Cara Black Leander Paes          | Achtelfinale    |

| Nr. | Paarung                                  | Erreichte Runde |
| --- | ---------------------------------------- | --------------- |
| 05. | Květa Peschke Aisam-ul-Haq Qureshi       | 1. Runde        |
| 06. | Lisa Raymond Wesley Moodie               | 1. Runde        |
| 07. | Iveta Benešová Lukáš Dlouhý              | Rückzug         |
| 08. | Barbora Záhlavová-Strýcová Oliver Marach | Achtelfinale    |

## Junioreneinzel
Setzliste
| Nr. | Spieler                 | Erreichte Runde |
| --- | ----------------------- | --------------- |
| 01. | Jiří Veselý             | Sieg            |
| 02. | Dominic Thiem           | 2. Runde        |
| 03. | Mate Pavić              | 1. Runde        |
| 04. | George Morgan           | Halbfinale      |
| 05. | Joris De Loore          | 1. Runde        |
| 06. | Roberto Carballés Baena | Halbfinale      |
| 07. | Ben Wagland             | 1. Runde        |
| 08. | Jeson Patrombon         | Viertelfinale   |

| Nr. | Spieler            | Erreichte Runde |
| --- | ------------------ | --------------- |
| 09. | Bruno Sant’Anna    | 2. Runde        |
| 10. | Andrew Whittington | Achtelfinale    |
| 11. | Filip Horanský     | 1. Runde        |
| 12. | Dimitri Bretting   | 1. Runde        |
| 13. | Nikola Milojević   | Achtelfinale    |
| 14. | Mate Delić         | Achtelfinale    |
| 15. | Sean Berman        | Achtelfinale    |
| 16. | Lukáš Vrňák        | 1. Runde        |

## Juniorinneneinzel
Setzliste
| Nr. | Spielerin           | Erreichte Runde |
| --- | ------------------- | --------------- |
| 01. | Darja Gawrilowa     | 1. Runde        |
| 02. | An-Sophie Mestach   | Sieg            |
| 03. | Lauren Davis        | Achtelfinale    |
| 04. | Irina Chromatschowa | Viertelfinale   |
| 05. | Mónica Puig         | Finale          |
| 06. | Zheng Saisai        | Achtelfinale    |
| 07. | Julija Putinzewa    | Achtelfinale    |
| 08. | Caroline Garcia     | Halbfinale      |

| Nr. | Spielerin           | Erreichte Runde |
| --- | ------------------- | --------------- |
| 09. | Natalija Kostić     | 1. Runde        |
| 10. | Tang Haochen        | 2. Runde        |
| 11. | Danka Kovinić       | Viertelfinale   |
| 12. | Miho Kowase         | 1. Runde        |
| 13. | Ilona Kremen        | Achtelfinale    |
| 14. | Eugenie Bouchard    | Halbfinale      |
| 15. | Hanna Posnichirenko | 1. Runde        |
| 16. | Nastja Kolar        | Achtelfinale    |

## Juniorendoppel
Setzliste
| Nr. | Paarung                        | Erreichte Runde |
| --- | ------------------------------ | --------------- |
| 01. | George Morgan Mate Pavić       | Viertelfinale   |
| 02. | Filip Horanský Jiří Veselý     | Sieg            |
| 03. | Ben Wagland Andrew Whittington | Finale          |
| 04. | Joris De Loore Mate Delić      | Halbfinale      |

| Nr. | Paarung                       | Erreichte Runde |
| --- | ----------------------------- | --------------- |
| 05. | Dimitri Bretting Dennis Novak | 1. Runde        |
| 06. | Dominic Thiem Matthias Wunner | Viertelfinale   |
| 07. | Luis Patiño Filip Peliwo      | 1. Runde        |
| 08. | Mitchell Krueger Karue Sell   | Halbfinale      |

## Juniorinnendoppel
Setzliste
| Nr. | Paarung                              | Erreichte Runde |
| --- | ------------------------------------ | --------------- |
| 01. | Irina Chromatschowa Julija Putinzewa | Viertelfinale   |
| 02. | Eugenie Bouchard Mónica Puig         | Achtelfinale    |
| 03. | Natalija Kostić Ilona Kremen         | Halbfinale      |
| 04. | Margarita Gasparjan Darja Gawrilowa  | Viertelfinale   |

| Nr. | Paarung                                   | Erreichte Runde |
| --- | ----------------------------------------- | --------------- |
| 05. | Nastja Kolar Danka Kovinić                | Achtelfinale    |
| 06. | An-Sophie Mestach Demi Schuurs            | Sieg            |
| 07. | Tang Haochen Tian Ran                     | Achtelfinale    |
| 08. | Lucia Butkovská Anna Karolína Schmiedlová | Viertelfinale   |

## Herreneinzel-Rollstuhl
Setzliste
| Nr. | Spieler         | Erreichte Runde |
| --- | --------------- | --------------- |
| 01. | Shingo Kunieda  | Sieg            |
| 02. | Stéphane Houdet | Finale          |

## Dameneinzel-Rollstuhl
Setzliste
| Nr. | Spielerin       | Erreichte Runde |
| --- | --------------- | --------------- |
| 01. | Esther Vergeer  | Sieg            |
| 02. | Daniela Di Toro | Finale          |

## Herrendoppel-Rollstuhl
Setzliste
| Nr. | Paarung                         | Erreichte Runde |
| --- | ------------------------------- | --------------- |
| 01. | Shingo Kunieda Maikel Scheffers | Sieg            |
| 02. | Stéphane Houdet Nicolas Peifer  | Finale          |

## Damendoppel-Rollstuhl
Setzliste
| Nr. | Paarung                        | Erreichte Runde |
| --- | ------------------------------ | --------------- |
| 01. | Esther Vergeer Sharon Walraven | Sieg            |
| 02. | Aniek van Koot Jiske Griffioen | Finale          |